# Gérald Darmanin
Gérald Moussa Darmanin, född 11 oktober 1982 i Valenciennes, departementet Nord, är en fransk politiker som sedan 2020 är Frankrikes inrikesminister.

## Biografi
Darmanin föddes 1982 i Valenciennes. Hans far var en barägare och hans mor en städerska. De var så kallade harki, algerier som stod på Franska Algeriets sida.
Han har en examen från Institut d'études politiques de Lille, ett institut för högre statsvetenskapliga studier i Lille. Han började sin politiska karriär som kabinettschef hos David Douillet, först då Douillet var statssekreterare för fransmän bosatta utomlands, och senare när Douillet blev sportminister under François Fillon.
2010 blev han regionråd i Nord-Pas-de-Calais, och 2012 valdes han som en av de sex yngsta ledamöterna in i Nationalförsamlingen för departementet Nord (för Republikanernas föregångare UMP). 2014 blev han även borgmästare i Tourcoing och fjärde vice ordförande i Lille. 2016 blev han andre vice ordförande i Hauts-de-France.
Darmanin stod nära republikaner som Xavier Bertrand och Nicolas Sarkozy. Efter skandalerna kring François Fillon under presidentvalet i Frankrike 2017 tog Darmanin dock avstånd från Republikanerna, och anslöt sig till Emmanuel Macrons parti La République En Marche! 2017 utsågs han till minister för offentlig verksamhet och redovisning under president Emmanuel Macron och premiärminister Édouard Philippe, vilket han var till 2020 då han blev Frankrikes inrikesminister under Regeringen Castex. Han behöll den posten under den efterföljande Regeringen Borne.